# Zlatnica
Zlatnica byla národní přírodní rezervace v oblasti Muráňská planina. Nacházela se v katastrálním území obce Šumiac v okrese Brezno v Banskobystrickém kraji. Území bylo vyhlášeno nebo novelizováno v roce 1993 na rozloze 154,06 ha. Ochranné pásmo nebylo stanoveno.
Národní přírodní rezervace byla k 1. říjnu 2022 zrušena a území bylo zařazeno do systému zón národního parku Muráňská planina.